# Револуционарни фронт за независност Источног Тимора
Револуционарни фронт за независност Источног Тимора (порт. Frente Revolucionária de Timor-Leste Independente, FReTiLIn ) је левичарска политичка партија у Источном Тимору. Партија тренутно држи већину у Националном парламенту. Почела је као покрет отпора који се борио за независност Источног Тимора, прво од Португалије, а затим од Индонезије, од 1974. до 1998. године. Првобитно је носио име Тиморско социјалдемократско удружење. Након што је Источни Тимор стекао независност од Индонезије 2002, Фретилин је постала једна од неколико страна које делују у вишепартијском систему.
Фретилин има саветнички статус у Социјалистичкој интернационали.

## Историја
Након тзв. каранфилске револуције у Португалији априла 1974. године, нова португалска власт одлучила је дати независност колонији Португалски Тимор. Дана 20. маја, уједињењем неколико левичарских партија основана је партија Тиморско социјалдемократско удружење (АСДТ). Дана 11. септембра исте године, АСДТ је преименован у Револуционарни фронт за независност Источног Тимора (Фретилин). На изборима 1975, Фретилин је освојио већину гласова, а на другом месту нашао се Демократски савез Тимора (УДТ). Чланови УДТ-а су пре деколонизације углавном били сарадници колонијалних власти.
Дана 10. августа 1975, УДТ је покушао да изврши државни удар против Фретилина чија је популарност међу источнотуиморским народом расла. На улицама главног града Дилија тада су избиле уличне борбе. Тада је Фретилин основао своје прве војне јединице, које ће касније да постане војно крило партије, звано Оружане снаге за ослобођење Источног Тимора (Фалинтил). Већина чланова УДТ-а тада је побегла на западни део острва, који је био под влашћу Индонезије. Влада Индонезије описала је стање у Источном Тимору као грађански рат, али су само месец дана касније стране делегације из Аустралије и остлаих земаља посетиле Источни Тимор и закључуили да је стање мирно и стабилно.
Дана 8. октобра, јединице индонежанске војске почеле су да се концентришу на граници Источног Тимора под изликом одржавања реда и спречавања ширења насиља на цело острво. Главни разлог био је сузбијање утицаја Фретилина, као левичарске партије која је нагињала марксизму. Дана 28. новембра, Фретилин је позвао на међународно признање Источног Тимора, како би задобили већу подршку Уједињених нација. Индонежанске трупе су 7. децембра извршиле инвазију на Источни Тимор.
Године 1978, припадници индонежанске војске убили су Николауа дос Реис Лобата, дотадашњег вођу Фретилина. Наследио га је Шанана Гушмао. Исте године, побијени су готово сви вође Фретилина. Фретилин је наредних година проводио герилски начин ратовања, нападајући индонежанска упоришта из планина.
Године 1987, партијска армија Фалинтил реформисана је у националну армију Источног Тимора. Секретар Фретилина, Шанана Гушмао, био је врховни заповедник армије. Године 1988, Гушмао и Жозе Рамос Орта, председник владе Источног Тимора у егзилу, формирали су заједничко Национално веће отпора Маубереа (касније названо Национално веће отпора Тимора) као представника Источног Тимора у Уједињеним нацијама. Гушмао је изабран за председника Већа, па је дао оставку на месту председника Фретилина.
На референдуму одржаном 30. августа 1999, 78,5% становника Источног Тимора изјаснило се за независност од Индонезије. Након тога је источни Тимор дошао под управну УН-а. Дана 30. августа 2001, одржани су парламентарни избори на којима је Фретилин освојио 57,37% гласова и постао најјача странка у Парламенту са 55 од 88 посланичких места. Дана 20. маја 2002, Источни Тимор је добио независност од Индонезије.

## Деловање партије после независности
На парламентарним изборима у јуну 2007, Фретилин је задржао место најјаче партије, али са знатно смањеним резултатима, 29% гласова и 21 посланичко место. Друга партија по јачини била је Национални конгрес за реконструкцију Тимора (ЦНРТ), на челу са бившим председником Фретилина, Шананом Гушмаом. Иако Фретилин није добио већину места, његов генерални секретар, Мари Алкатири, објавио је формирање мањинске владе. Партија је формирала владу националног јединства, заједно са ЦНРТ-ом.
Међутим, разговори о постизању договора између партија били су неуспешни. Након неколико недеља спора између ЦНРТ-ове коалиције и Фретилина, Жосе Рамос Орта најавио је 6. августа да ће коалиција на челу са ЦНРТ-ом формирати владу и да ће Гушмао постати нови премијер. Фретилин је осудио Ортину одлуку као неуставну, а чланови партије реаговали су насилним протестима. Неколико дана касније, потпредседник Фретилина, Арсенио Бано, рекао је да странка неће да позове владу пред суд и изразио жељу за „политичким решењем“, што је довело до стварања владе националног јединства.